# Hugh Gilbert
Hugh Gilbert OSB (né le 15 mars 1952 à Emsworth dans le Hampshire) est un bénédictin anglais qui est évêque d'Aberdeen dans le nord de l'Écosse depuis 2011.

## Biographie

### Formation
Il naît sous le nom d'Edward Gilbert à Emsworth dans une famille anglicane et poursuit ses études à la St Paul's School de Londres. Il est reçu dans l'Église catholique à l'âge de 18 ans la veille de la Noël 1970. Il étudie l'histoire au King's College London et est diplômé en 1974 avec les first class honours en histoire.

### Vie monastique
Edward Gilbert entre au noviciat de l'abbaye de Pluscarden en Écosse en mars 1975 et prend le nom de religion de Hugh (Hugues). Il prononce ses vœux temporaires le 10 mars de l'année suivante et il est envoyé faire ses études en vue de la prêtrise à l'abbaye de Fort Augustus située au bord du Loch Ness. Il devient profès le 10 mars 1979, puis il est ordonné prêtre le 29 juin 1982, fête de saint Pierre et saint Paul, par Mgr Mario Conti (en), évêque d'Aberdeen.
Dom Alfred Spencer OSB, premier abbé de Pluscarden, nomme ensuite le Père Gilbert à diverses charges au sein de la communauté : sous-prieur en 1984, maître des novices en 1985 et prieur en 1990. Hugh Gilbert est élu par la communauté monastique pour succéder à Dom Spencer le 29 octobre 1992. Il reçoit la bénédiction de Mgr Conti le 8 décembre suivant. Il est membre du conseil de l'union des supérieurs monastiques de 1993 à 1997 et du conseil des visiteurs de l'abbé à partir de 1995. La communauté atteint 27 moines sous son abbatiat.
Lorsque le cardinal Murphy-O'Connor, archevêque de Westminster, atteint l'âge de 75 ans en 2007, le nom de Dom Gilbert circule comme celui d'un éventuel successeur ; mais il semblerait qu'il ait décliné l'offre. C'est Mgr Nichols, archevêque de Birmingham, qui est nommé en 2009.

### Évêque

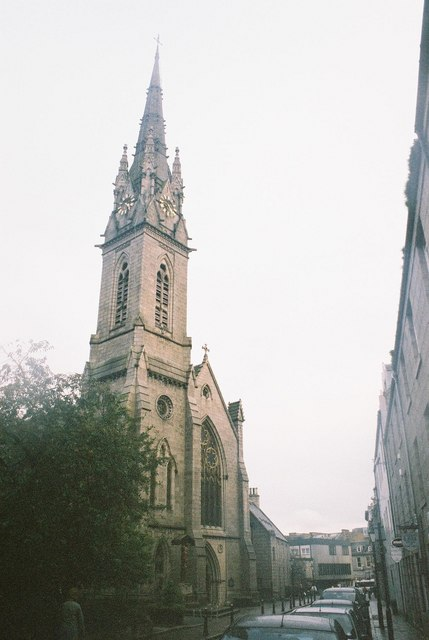
Cathédrale Sainte-Marie d'Aberdeen.

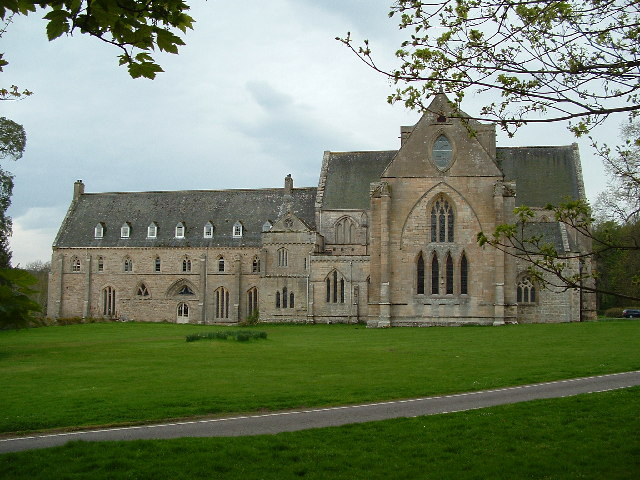
Abbaye de Pluscarden.

Dom Gilbert est nommé par Benoît XVI évêque d'Aberdeen le 4 juin 2011. Il est consacré à la cathédrale Sainte-Marie d'Aberdeen par le cardinal O'Brien, archevêque d'Édimbourg, le 15 août 2011, fête de l'Assomption, avec comme co-consécrateurs Mario Conti (en) et Peter Moran (en). il choisit comme devise Omnia in Ipso constant (Épître aux Colossiens (1:17)). Le diocèse comprend environ vingt mille baptisés catholiques, soit moins de 3% de la population totale.
Mgr Gilbert doit faire face au sécularisme qui frappe la Grande-Bretagne et particulièrement à la chute de la pratique religieuse en Écosse et dans son diocèse. En effet, l'Église catholique en Écosse est confrontée à une baisse des effectifs, comme d'autres confessions chrétiennes devant la montée de l'indifférentisme. Cependant, celle-ci est quelque peu limitée à Aberdeen du fait de l'arrivée de travailleurs venant de Pologne ou de Lituanie. En 2012, il donne un statut canonique aux Fils du Très Saint Rédempteur installés à Papa Stronsay.

## Controverses
En août 2012, Mgr Gilbert est intervenu dans le débat politique écossais à propos de la légalisation du mariage pour les personnes de même sexe, en affirmant : « Si nous voulons vraiment l'égalité, pourquoi ne pas étendre cette égalité aux nièces qui aiment vraiment et sincèrement leur oncle ? ». Il ajoute : « La vérité, c'est que le gouvernement peut faire passer toute loi qui lui plaît ; il peut légiférer pour dire que tout ce qui a quatre jambes est une table, même si c'est un chien et non pas un cheval ; mais cela n'arrivera pas ! » Cette réflexion entraîne de fortes critiques, notamment de la part d'activistes dénonçant le droit de l'Église à s'exprimer,,.

## Publications
Mgr Gilbert est l'auteur de nombreux articles et de livres de spiritualité, parmi lesquels : 
- Unfolding the Mystery (Gracewing, 2007), collection d'homélies et de conférences sur l'année liturgique
- Living the Mystery (Gracewing, 2008), réflexions sur des aspects de la vie chrétienne[1].
- The Tale of Quisquis: Reading the Rule of St Benedict as Story (Gracewing, 2014), conférences sur la règle de saint Benoît
- Words for the Advent and Christmas Season (CTS, 2014), homélies pour l'Avent et la période de Noël
- Words for the Lent and Easter Saints (CTS, 2015), homélies
- Words for Feasts and Saints Days (CTS, 2015), homélies

### Articles liés
- Diocèse d'Aberdeen